# Sandusky (Ohio)
Sandusky je město v americkém státě Ohio na pobřeží Erijského jezera, na půli cesty mezi Toledem a Clevelandem.
Ve městě žilo v roce 2000 27 844 obyvatel, v roce 2006 26 216..
Sandusky je jedno z turisticky nejnavštěvovanějších oblastí v Ohiu. Ve městě sídlí společnost Cedar Fair Entertainment, provozující zábavní parky, ale především jejich vlajková loď - zábavní park Cedar Point.